# Biscutella variegata
Biscutella variegata Boiss. & Reut.   är en korsblommig växt som ingår i släktet Biscutella och familjen korsblommiga växter. 

## Beskrivning
| Art                                     | Kromosomtal (2n) |
| --------------------------------------- | ---------------- |
|                                         |                  |
| Biscutella foliosa                      | 54               |
| Biscutella megacarpaea subsp. variegata | 54               |

## Habitat
Portugal och Spanien.

## Etymologi

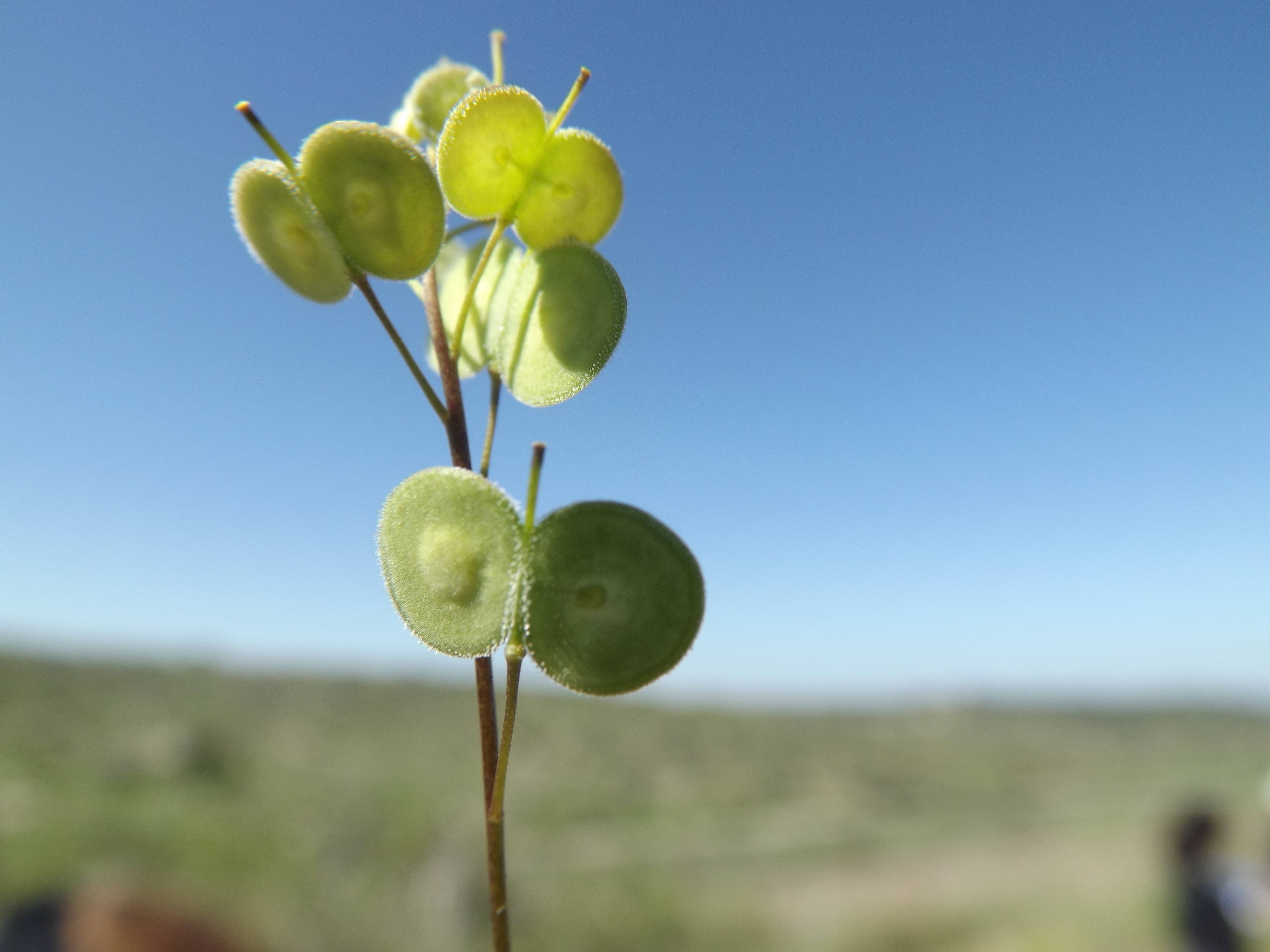
"Två brickor"
(Biscutella didyma)

Släktnamnet Biscutella kommer av latin bi = två + scutella = fat, bricka med syftning på frukternas utseende.

## Underarter
Biscutella megacarpaea subsp. atlantica (Maire) Hern.-Berm. & Clem.-Muñoz, 1986,  nom. illeg.

Biscutella megacarpaea subsp. variegata (Boiss. & Reut.) Hern.-Berm. & Clem.-Muñoz, 1973

Biscutella variegata var. foliosa (Mach.-Laur.) Olowokudejo, 1986

Biscutella variegata var. megacarpaea (Boiss. & Reut.) Olow., 1986

Biscutella variegata var. variegata Boiss. & Reut.